# 2018年のバレーボール
< 2018年 | 2018年のスポーツ
2018年のバレーボールでは、2018年のバレーボール関連の出来事をまとめる。
2017年のバレーボール - 2018年のバレーボール - 2019年のバレーボール

## できごと

### 1月
- 8日 - 【JVA・高体連】この日まで行われた第70回全日本バレーボール高等学校選手権大会（4～8日）において、男子は鎮西高等学校（熊本）、女子は金蘭会高等学校（大阪第1）が優勝[1]。

### 8月
- 8日〜15日 - 【AVC】第6回アジアカップ・男子（ チャイニーズタイペイ）
- 18日〜9月2日 - 【OCA・AVC】2018年アジア競技大会（ インドネシア・ジャカルタ）

### 9月
- 9日〜30日 - 【FIVB】男子世界選手権（ イタリア・ ブルガリア）
- 16日〜23日 - 【AVC】第6回アジアカップ・女子（ タイ・ナコンラチャシマ）
- 29日〜10月20日 - 【FIVB】女子世界選手権（ 日本）

### 11月
- 15日 - 国際バレーボール連盟（FIVB）は、2022年男子世界選手権をロシアで開催することを決定し、発表した[2]。

## 結果

### 国内大会

#### 日本
- 第70回全日本バレーボール高等学校選手権大会（春高バレー）（1月4日 - 8日・東京体育館）
  - 男子決勝：鎮西（熊本） 3 - 0 洛南 （京都）
  - 椿西は21年ぶり3回目の優勝（高校総体と選手権の分離前含む）。
  - 女子決勝：金蘭会（大阪第1） 3 - 0 東九州龍谷（大分）
  - 金蘭会は3年ぶり2回目の優勝。
- 2017/18プレミアリーグファイナル
  - 男子決勝 パナソニック・パンサーズ （2勝0敗）豊田合成トレフェルサ （4年ぶり5回目）[3]。
  - 女子決勝 久光製薬スプリングス （2勝0敗） JTマーヴェラス（2年ぶり6回目）[4]。
- 2016/17チャレンジリーグ
  - 男子優勝 - 富士通カワサキレッドスピリッツ
  - 女子優勝 - 岡山シーガルズ
  - 男子チャレンジⅡ優勝 - ヴォレアス北海道
  - 女子チャレンジⅡ優勝 - 群馬銀行グリーンウイングス
- 黒鷲旗全日本選抜（4月30日～5月5日・丸善インテックアリーナ大阪)
  - 男子決勝  パナソニック・パンサーズ （Vプレミアリーグ） 3 - 1 ジェイテクトSTINGS（Vプレミアリーグ）（4年ぶり13回目）[5]。
  - 女子決勝　JTマーヴェラス（Vプレミアリーグ） 3 - 0 久光製薬スプリングス（Vプレミアリーグ）（2年ぶり5回目）[6]。
- 全国高校総体（男子・7月26日 - 30日・三重県伊勢市）（女子・8月1日 - 5日・津市）
  - 男子決勝 - 市立尼崎（兵庫） 3 - 2 洛南（京都）（初優勝）[7]
  - 女子決勝 - 下北沢成徳（東京） 3 - 0 金蘭会（大阪）（2年ぶり3回目）[8]
- 第71回（男子）・第65回（女子）全日本大学選手権（11月26日 - 12月2日・大田区総合体育館他）
  - 男子決勝 - 早稲田大学（関東） 3 - 1 福山平成大学（中国）（2年連続6回目）[9]
  - 女子決勝 - 筑波大学（関東） 3 - 1 青山学院大学（関東）（9年ぶり7回目）[9]
- 平成30年度天皇杯・皇后杯全日本バレーボール選手権大会ファイナルラウンド（12月14日 - 12月23日・武蔵野の森総合スポーツプラザ・大田区総合体育館）
  - 男子決勝 - JTサンダーズ（Vプレミアリーグ） 3 - 0 東レ・アローズ（Vプレミアリーグ）（4年ぶり3回目）[10]
  - 女子決勝 - 久光製薬スプリングス（Vプレミアリーグ） 3 - 1 トヨタ車体クインシーズ（Vプレミアリーグ）（2年ぶり7回目）[11]